# Yumurtalık (district)
Yumurtalık is een Turks district in de provincie Adana en telt 17.211 inwoners (2017). Het district verliest jaarlijks ongeveer 2% van haar bevolking. Het district heeft een oppervlakte van 554,0 km². Hoofdplaats is Yumurtalık.
De bevolkingsontwikkeling van het district is weergegeven in onderstaande tabel.
| 1997   | 2000   | 2007   | 2017   |
| ------ | ------ | ------ | ------ |
| 21.171 | 23.793 | 19.155 | 17.211 |